# Валериана кельтская
Валериана кельтская (лат. Valeriana celtica) ― вид растений семейства жимолостные (Caprifoliaceae). Известен также как валериана альпийская и валериана остролистная. Эндемик Восточных Альп. Представляет собой многолетнее травянистое растение высотой от 5 до 15 см (2,0―5,9 дюйма). Наряду с видами Valeriana saxatilis и Valeriana elongata образует кладу двудомных представителей рода. До 1930-х годов его широко собирали для экспорта в Азию для использования в парфюмерии. Корень использовался в качестве тонизирующего средства.